# أكاكيوس قديس آميدا
القديس أكاكيوس، قديس مدينة آميدا (المتوفى عام 425) كان أسقف مدينة آميدا في بلاد الرافدين، (تركيا في العصر الحديث)، من عام 400 حتى عام 425، خلال حكم إمبراطور الإمبراطورية الرومانية الشرقية، ثيودوسيوس الثاني.

## حياته
في ذلك الوقت، كان هناك سبعة آلاف سجين فارسي من الذين أسرهم الرومان وسجنوهم في آميدا. وقد قرر القديس أكاكيوس مساعدتهم، من منطلق إحساسه بالشفقة البالغة عند رؤيتهم يتضورون جوعًا وحرمانًا. فجمع رجال الدين وخاطبهم بهذا الأسلوب:
«إن ربنا، يا إخواني، لا يحتاج طعامًا ولا شرابًا؛ فهو لا يأكل ولا يشرب، ولا هو في حاجة لأي شيء. لذلك، فمن خلال سخاء وتسامح أعضاء الكنيسة المؤمنين، تمتلك الكنيسة العديد من أوعية الذهب والفضة، وحري بنا بيعها حتى نتمكن بهذه الأموال من تخليص السجناء وإمدادهم أيضًا بالطعام».
وباع الأسقف أكاكيوس جميع الأوعية الذهبية والفضية المقدسة الثمينة في كنيسته وافتدى بنقودها السجناء السبعة الآلاف وأطعمهم وكساهم. حتى أنه ساندهم لفترة من الوقت وجهزهم بجميع ما يحتاجون للعودة لبلاد فارس.
وعندما عاد الأسرى الذين تم فداؤهم إلى وطنهم، بلاد فارس، أخبروا حاكمهم بالصنيع العظيم للأسقف أكاكيوس. فأثر هذا الصنيع في الإمبراطور الساساني، بهرام جور، وذُكر أنه أمر بإنهاء اضطهاد المسيحيين.
كما أبدى الإمبراطور بهرام جور رغبته في رؤية القديس أكاكيوس وجهًا لوجه. وقد منح الإمبراطور ثيودوسيوس الثاني للأسقف أكاكيوس الموافقة للقيام بذلك. لقد أدى معروف وإحسان القديس أكاكيوس إلى إنهاء العداء بين الإمبراطورية الرومانية الشرقية والإمبراطورية الساسانية، وتمكنت المسيحية من الازدهار لفترة من الوقت في هذه المناطق التي حكمها الفرس الساسانيون بعد ذلك.
يتم الاحتفال بيوم تكريم القديس أكاكيوس في 9 أبريل (سجل الشهداء الروماني).

## وصلات خارجية
- Catholic Encyclopedia: Socrates Scholasticus' “Church History” (Book VII) Chapter 21 - Kind Treatment of the Persian Captives by Acacius Bishop of Amida